# Kanton Lunéville-2
Kanton Lunéville-2 (fr. Canton de Lunéville-2) je francouzský kanton v departementu Meurthe-et-Moselle v regionu Grand Est. Tvoří ho 53 obcí a část města Lunéville. Zřízen byl v roce 2015.

## Obce kantonu
| - Barbonville - Bayon - Blainville-sur-l'Eau - Borville - Brémoncourt - Chanteheux - Charmois - Clayeures - Damelevières - Domptail-en-l'Air - Einvaux - Essey-la-Côte - Ferrières - Fraimbois - Franconville - Froville - Gerbéviller - Giriviller | - Haigneville - Haudonville - Haussonville - Hériménil - Lamath - Landécourt - Lorey - Loromontzey - Lunéville (část) - Magnières - Mattexey - Méhoncourt - Moncel-lès-Lunéville - Mont-sur-Meurthe - Moriviller - Moyen - Rehainviller - Remenoville | - Romain - Rosières-aux-Salines - Rozelieures - Saffais - Saint-Boingt - Saint-Germain - Saint-Mard - Saint-Rémy-aux-Bois - Seranville - Tonnoy - Vallois - Vathiménil - Velle-sur-Moselle - Vennezey - Vigneulles - Villacourt - Virecourt - Xermaménil |